# Magnus Ernhold Andersson
Magnus Ernhold Andersson, född 1 maj 1850 i Lilla Beddinge och död 23 januari 1894 i Malmö, var en svensk tidningsredaktör och författare till boken Skånskt folklynne. Som författare använde han ofta pseudonymen "Tröl Sjinssen".

## Biografi
Ernhold Andersson föddes i en gård på Söderslätt i Skåne, i Lilla Beddinge, Vemmenhögs härad. Fadern var både bonde och kustvakt. Ernhold gick i skola i Lund, men fortsatte inte fram till studentexamen. I stället började han som skribent för tidningen Malmö Nya Allehanda, först som tillfällig medarbetare men från 1875 som ordinarie och från 1885 som tidningens chefredaktör. 
Ernhold Andersson flyttade till Malmö 1876 och gifte sig 1879. Paret fick tre barn. Han dog redan 1894, fyrtiotre år gammal, och begravdes på kyrkogården i Lilla Beddinge. Hans vänner reste där en väldig sten till hans minne.

## Skånskt folklynne

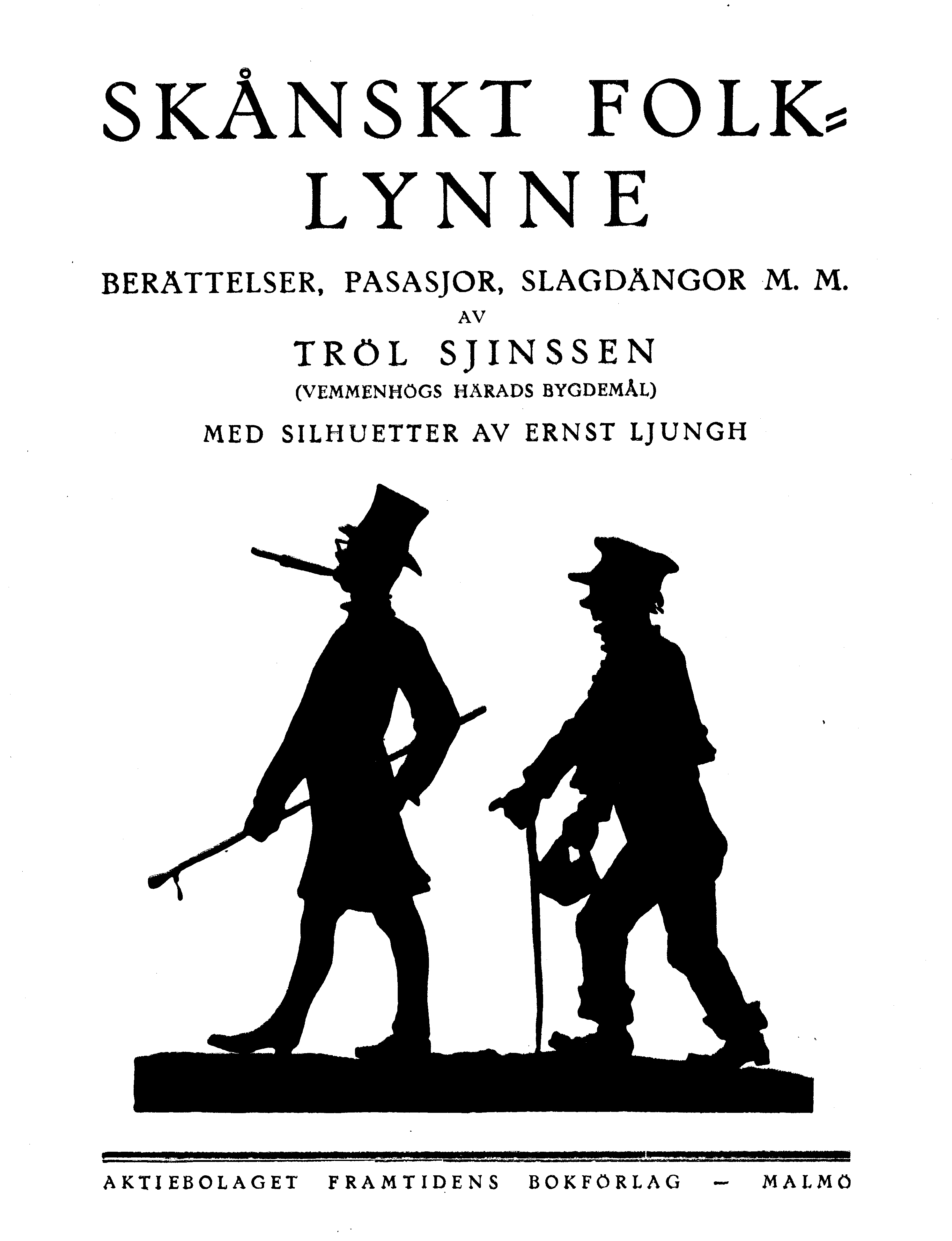
Frampärm, Skånskt folklynne, 3. uppl. - 1928.

1889 gav Ernhold Andersson ut boken Skånskt folklynne : berättelser, pasasjor, slagdängor och qväden m. m.. Som författare angavs ”Tröl Sjinssen”. I boken hade han samlat berättelser och dikter som han tidigare hade publicerat i Malmö Nya Allehanda. En del var skrivet på rikssvenska men det mesta på Vemmenhögsdialekt. ”Pasasjorna” var illustrerade av Ernst Ljungh.
Boken inleds med tre längre julberättelser på rikssvenska, troskyldiga historier till nöje och uppbyggelse inför julhelgen. De ger senare tiders läsare en bild av julfirandet på den skånska landsbygden under artonhundratalet.
Därefter följer ”pasasjor”, alltså korta humoristiska historier på folkmål. De handlar om bonden Tröl Sjinssen, Truls Jönsson på rikssvenska, hans hustru Mor Tröls och deras struntförnäme son som blivit cigarrmakare i Malmö och tagit sig namnet Gyllenhjelm. Sonen skämdes för sin bondske far. När far och son promenerade på gatorna i Malmö ”så sa han, ad ja kunne gå litt bag etter han, fårr darr va så många som kände han”. Tröl och hans hustru låter sig dock inte imponeras av stadens nymodigheter utan trivs bättre med livet på landet.
I boken finns också några korta sagor översatta från olika svenska dialekter till skånska och avslutningsvis ”qväden”, dikter på sydskånskt allmogemål.
Skånskt folklynne blev mycket läst och omtyckt, också utanför Skåne. En fylligare upplaga trycktes redan 1893 och nya utgåvor kom sedan 1928, 1952 och 1966.
Ett par tonsatta dikter av Tröl Sjinssen finns med i vissamlingen Gläd dig du skåning.